# Immanuel Faißt

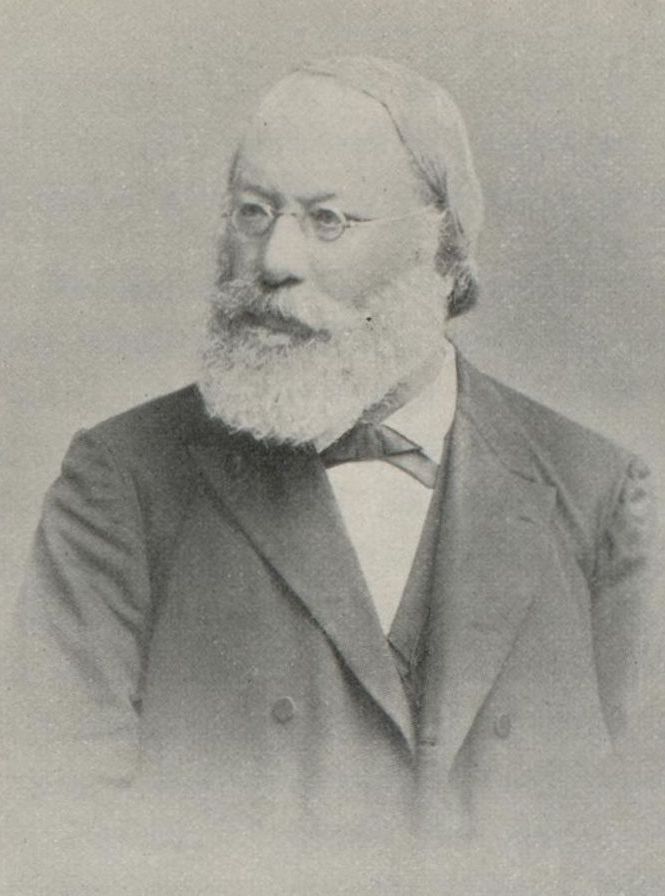
Immanuel Faißt

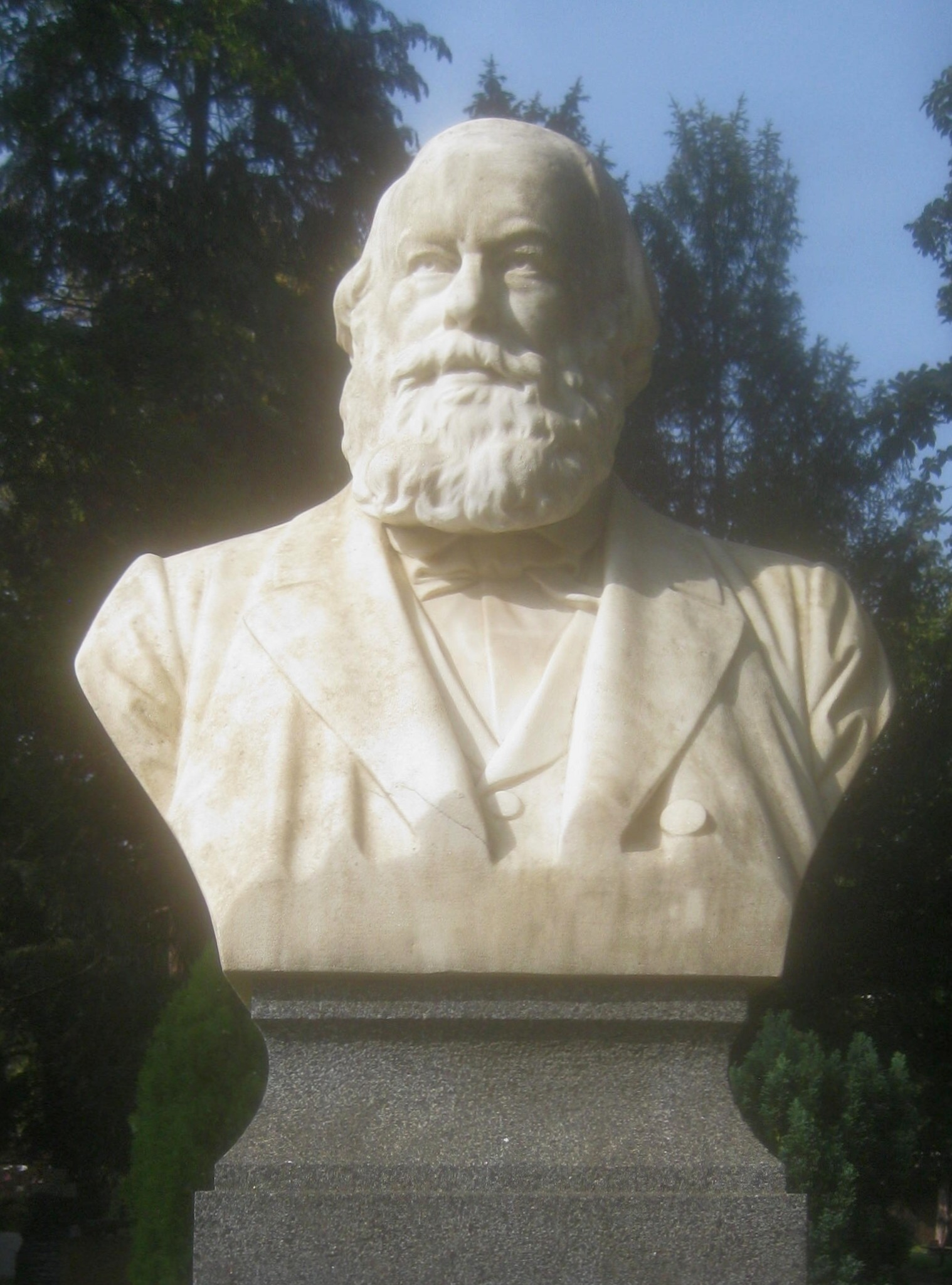
Faißts Büste auf seinem Grab auf dem Stuttgarter Pragfriedhof, Abteilung 6

Immanuel Gottlob Friedrich Faißt (* 13. Oktober 1823 in Esslingen am Neckar; † 5. Juni 1894 in Stuttgart) war ein deutscher Komponist und Mitgründer der Stuttgarter Musikhochschule, deren Leiter er bis zu seinem Lebensende war. 

## Leben
Trotz seiner schon früh erkennbaren musikalischen Begabung nahm Faißt nach der Lateinschule dem Wunsch seines Vaters folgend ein Studium der evangelischen Theologie am Seminar Schönthal und am Tübinger Stift auf, das 1844 mit dem ersten kirchlichen Examen beendet wurde. Während seines Studiums wurde er Mitglied der Verbindung Nordland. Mit Hilfe eines Stipendiums konnte er ein Studium der Kirchenmusik in Berlin an der Akademie der Künste aufnehmen, wo er zu Beginn noch Felix Mendelssohn Bartholdy kennenlernte und sonst insbesondere vom Organisten Carl August Haupt und vom Theoretiker Siegfried Dehn profitierte.
1846 zog Faißt nach Stuttgart, arbeitete dort zunächst als Klavierlehrer und übernahm noch im gleichen Jahr die Leitung einer Orgelschule. Ein wesentlicher Schwerpunkt seiner Arbeit wurde seine Tätigkeit als Dirigent bei zwei Stuttgarter gemischten Chören. Der von Alois Schmitt gegründete Verein für klassische Kirchenmusik, den Faißt bis 1891 leitete, wurde zu einem der führenden deutschen Chöre der Kirchenmusik. In der Zeit von 1848 bis 1857 leitete Faißt zusätzlich den Stuttgarter Liederkranz. Nebenbei wurde Faißt 1849 in Tübingen mit einem musikwissenschaftlichen Thema promoviert.
1856 wurde er zum Professor ernannt. 1857 gründete er zusammen mit Sigmund Lebert, Wilhelm Speidel und weiteren Musikern die Stuttgarter Musikschule, die heutige Hochschule für Musik und Darstellende Kunst in Stuttgart. 1859 übernahm er deren Leitung, die er über drei Jahrzehnte bis zu seinem Tod innehielt.
Wegen seiner erfolgreichen und hochangesehenen Chorarbeit wurde Faißt zum Leiter der württembergischen Sängerfeste ernannt. 1865 war er in Dresden der Dirigent des ersten Sängerfestes des 1862 gegründeten Deutscher Sängerbunds. Das süddeutsche Chorleben prägte er durch seine zahlreichen Tätigkeiten als Komponist, Dirigent, Organisator und Preisrichter.

## Werke
Seine Kompositionen stehen in der Tradition von Mendelssohn Bartholdy, aber auch die tiefgehende Kenntnis der Zeit vor Bach kam seinen Kompositionen zugute. Neben einigen Instrumentalwerken und Liedern für einen Solisten komponierte er primär für Chöre, sowohl a cappella als auch mit Begleitung durch ein Orchester. Zu seinen bekannteren Stücken gehören die Orgelwerke Introduction und Fuge in d-Moll und die Sonate in E-Dur, das a cappella zu singende Trostlied und die Motette Ich will singen von der Gnade des Herrn ewiglich.
Zusätzlich veröffentlichte er mehrere Lehrbücher für den Musikunterricht, u. a. 1847 die Tonsatzlehre für künftige Organisten und zusammen mit L. Stark die Elementar- und Chorgesangschule für höhere Lehranstalten, die zwischen 1880 und 1882 erschien.
Einer seiner Studenten und Mitarbeiter in Stuttgart war der US-amerikanische Musiktheoretiker Percy Goetschius, dessen Lehrmethoden von Faißt geprägt wurden.